# Aleksandr Bielenow
Aleksandr Wasiljewicz Bielenow (ros. Александр Васильевич Беленов) (ur. 13 września 1986 w Biełgorodzie) – rosyjski piłkarz występujący na pozycji bramkarza w klubie FK Ufa.

## Kariera klubowa

### Początki
Uczeń i wychowanek klubu piłkarskiego "Salute" Biełgorod. W 2004 roku zadebiutował w pierwszej drużynie. Zimą 2006 odbył szkolenie z zespołem rezerwowym Rubina Kazań, ale umowa nie została podpisana ze względu na podwyższoną cenę przez "Salute". W 2007 roku, w serii rzutów karnych w meczu z "Tomyu" Belenov zdołał obronić dwa strzały w tym konkursie.

### Spartak
W sierpniu 2010 roku Bielenow przyjął ofertę z moskiewskiego klubu Spartaka, który obserwował bramkarza w towarzyskim meczu z "Saluta" w przygotowaniach do sezonu 2010. 13 sierpnia Bielenow podpisał 4-letni kontrakt ze Spartakiem, a kwota transferu wyniosła 150 tysięcy dolarów.
| "Oferta Moskiewskiego klubu była nieoczekiwana, ale przyjemna. Ile czasu zajęło zastanowienie? Jakie zastanowienie ? Dostałem ofertę od najlepszego klubu w Rosji. Nie myślałem nawet przez sekundę. Natychmiast powiedziałem: "Tak!" Kiedy przyszli do mnie przedstawiciele "Spartaka", zwłaszcza, że negocjacje nie przechodzą przez mnie, ale przez agentów, wiedziałem, że obserwują mnie, jest w tym jakiś interes, więc starałem się udowodnić na boisku, że to nie był przypadek. Zawsze jestem gotowy do wysokiej konkurencji. Chociaż rozumiem, że nie będzie łatwo. To jest duży krok naprzód w moim życiu i dalszej karierze, ale wiele słów do powiedzenia na ten temat nie jest tego warte: lepiej pracować i udowodnić wszystko na boisku"—Alexandr Belenov, wypowiedź po swoim transferze do Spartaka. |

28 sierpnia 2010 roku zadebiutował w barwach nowego klubu w meczu o Puchar Rosji przeciwko Terekowi, gdzie wpuścił dwa gole. Głównemu trenerowi zespołu Walerijowi Karpinowi spodobała się gra Bielenowa na przedpolu i odważne wyjścia do wrzutek.

### Kubań Krasnodar
28 czerwca 2011 roku został poinformowany o porozumieniu transferu z klubem Kubań Krasnodar. Okres obowiązywania umowy wynosił 3,5 roku. Zdaniem Walerija Karpina Spartak zdecydował się na ten ruch, ponieważ wzięto pod uwagę zarówno żądanie samego piłkarza, jak i fakt, że klub moskiewski także chciał sprzedać zawodnika. Kwota transferu wynosiła 350 tysięcy euro.
Latem 2013 roku Bielenow podpisał nową 4-letnią  umowę z "Kubaniem".

### Anży Machaczkała
27 czerwca 2016 roku przeniósł się do Anży, szczegóły dotyczące umowy nie zostały zgłoszone.

### FK Ufa
22 lutego 2017 r. podpisał umowę z FK Ufa.

## Kariera reprezentacyjna

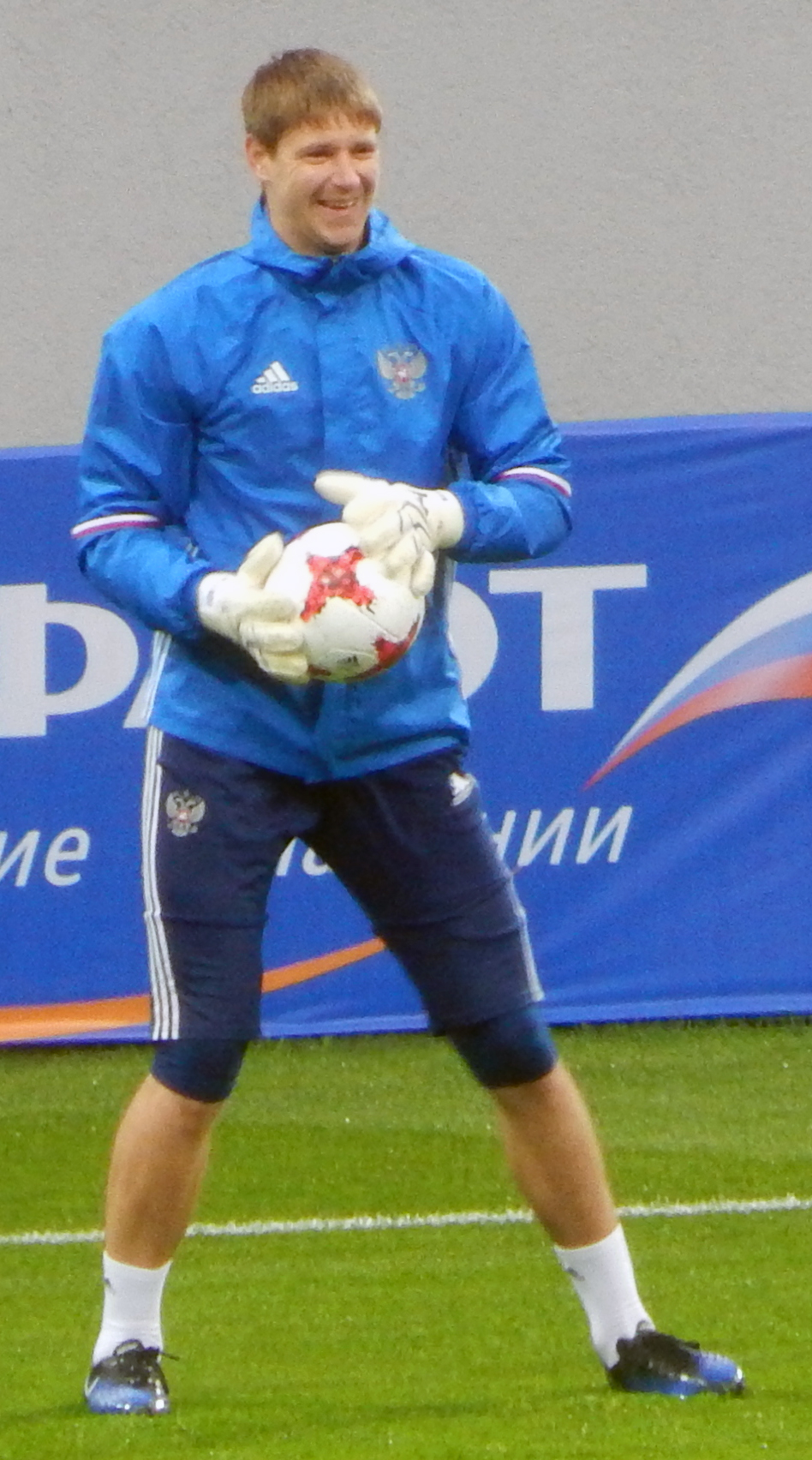
Bielenow na treningu reprezentacji

Belenov zagrał w juniorskiej reprezentacji Rosji do 18 lat w 2004 roku na turnieju w Granatkin, w którym drużyna narodowa wygrała, Alexandr był podstawowym bramkarzem reprezentacji narodowej.
Grał w jednym meczu z drugim zespołem Rosji – przeciwko drużynie narodowej Turcji.
Trener reprezentacji Rosji Fabio Capello powołał Belenova do kadry narodowej Rosji na towarzyski mecz z zespołem z USA, ale bramkarz nie pojawił się na boisku.

## Sukcesy i wyróżnienia
- Zwycięzca i najlepszy bramkarz turnieju Granatkin w 2004 roku
- Lista 33 najlepszych graczy z mistrzostw Rosji (2): 2012/13, 2013/14
- Finalista Pucharu Rosji (1): 2014/15
- Najlepszy piłkarz miesiąca w lidze rosyjskiej (1): marzec 2017[10]